# Lemmonletto
Lemmonletto är klippor i Finland.   De ligger i landskapet Norra Österbotten, i den centrala delen av landet, 500 km norr om huvudstaden Helsingfors.
Terrängen runt Lemmonletto är mycket platt.  Närmaste större samhälle är Uleåborg, 19,5 km sydost om Lemmonletto. 